# Lebanon (Dakota del Sur)
Lebanon es un pueblo ubicado en el condado de Potter en el estado estadounidense de Dakota del Sur. En el Censo de 2010 tenía una población de 47 habitantes y una densidad poblacional de 34,24 personas por km².

## Geografía
Lebanon se encuentra ubicado en las coordenadas 45°4′8″N 99°45′59″O / 45.06889, -99.76639. Según la Oficina del Censo de los Estados Unidos, Lebanon tiene una superficie total de 1.37 km², de la cual 1.37 km² corresponden a tierra firme y (0%) 0 km² es agua.

## Demografía
Según el censo de 2010, había 47 personas residiendo en Lebanon. La densidad de población era de 34,24 hab./km². De los 47 habitantes, Lebanon estaba compuesto por el 91.49% blancos, el 0% eran afroamericanos, el 4.26% eran amerindios, el 0% eran asiáticos, el 0% eran isleños del Pacífico, el 0% eran de otras razas y el 4.26% pertenecían a dos o más razas. Del total de la población el 0% eran hispanos o latinos de cualquier raza.